# Кіта Абашидзе
Кіта (Іване) Георгійович Абаши́дзе (груз. კიტა (ივანე) გიორგის ძე აბაშიძე; (28 січня 1870 , Леса, Озургетський повітd, Кутаїська губернія  — 30 листопада 1917 , Тифліс, Закавказький комісаріат ) — грузинський літературний критик, літературознавець, публіцист, громадський і політичний діяч, член ОЗАКОМу (1917).

## Біографія
Народився 16 січня (28 січня) 1870 року в дворянській родині в селі Леса Озургетського повіту Кутаїської губернії. У віці чотирьох років втратив батька.
У 1889 році закінчив Кутаїську класичну гімназію, потім 10 місяців жив у Парижі, де прослухав курс лекцій з філософії, літератури та історії мистецтва. Вивчав право у Новоросійському університеті (1890—1895). Спочатку працював у Контрольній палаті Тіфліса, потім третейським суддею в Рачі та місті Чіатура. З 1893 року зайнявся журналістикою та регулярно публікував критичні статті з літератури у грузинській пресі.
На початку 1890-х років був залучений до управління марганцевидобувною промисловістю в Чіатурі, пізніше очолив Промислову раду з видобутку марганцю.
Жив у Кутаїсі. Був одним із засновників (1901) та лідерів Партії соціалістів-федералістів.
Був активним учасником революційних подій 1905 року. Двічі був заарештований (1905 і 1909), але виходив на волю завдяки впливовості родичів.
У 1910-х років при заснуванні філіалу Великого сходу народів Росії у Кутаїсі став її членом.
Після лютневої революції 9 березня 1917 року особливим декретом Тимчасового уряду Абашидзе призначили комісаром освіти Особливого Закавказького комітету, який працював на правах місцевого тимчасового уряду в Грузії. Однак через хворобу Абашидзе практично не брав участі в діяльності комітету і незабаром його на посаді змінив меншовик Акакій Чхенкелі.
Помер Кіта Абашидзе у Тбілісі 17 листопада (30 листопада) 1917 року від туберкульозу хребта. Похований у Дідубійському пантеоні.

## Літературознавча діяльність
Користуючись порівняльно-історичним методом, Абашидзе зробив основну класифікацію грузинської нової літератури зі шкіл та напрямів. Він ретельно досліджував твори кожного грузинського письменника і на підставі критичного аналізу першоджерел відносив його до відповідної школи чи угруповання. В багатьох критичних етюдах Абашидзе близько підходить до матеріалістичного пояснення літературно-художніх явищ; але, дотримуючись вихідних принципів І. Тена і Г. Брандеса, Абашидзе визнає основними чинниками, що зумовлюють ту чи іншу літературну течію, не соціально-економічні відносини, а політичний та культурний стан суспільства.
Його статті про сучасних письменників, опубліковані в пресі, дуже вплинули на розвиток грузинської літератури і дали основу професійній літературній критиці XX століття, а фундаментальна праця «Етюди з грузинської літературної історії століття» заклала основу історії грузинської літератури як наукової дисципліни.